# Marscherwald
Marscherwald  est un lieu-dit de la commune luxembourgeoise de Consdorf située dans le canton d'Echternach.